# Bahnhof Luxemburg

Der Bahnhof Luxemburg (luxemburgisch Gare Lëtzebuerg, französisch Gare de Luxembourg) ist der Hauptbahnhof der luxemburgischen Hauptstadt Luxemburg.

## Betrieb
Der Bahnhof wird von der Société Nationale des Chemins de Fer Luxembourgeois (CFL) betrieben, ist größter Bahnhof sowie Knotenpunkt aller Eisenbahnlinien Luxemburgs und außerdem wichtige Schnittstelle des Schienenverkehrs aus den Nachbarländern Belgien, Frankreich und Deutschland. Seit Juni 2007 ist ferner der TGV über die Schnellfahrstrecke LGV-Est nach Paris im Fahrplan zu finden.
Seit Ende 2014 verkehren in Luxemburg keine InterCity-Züge der Deutschen Bahn mehr, die zuvor über Köln Hauptbahnhof vereinzelt bis nach Norddeich Mole liefen. Seitdem versucht das Großherzogtum Luxemburg Vereinbarungen mit Deutschland bzw. der Deutschen Bahn zu erzielen, die eine bessere Anbindung an den Bahnverkehr ermöglichen würde.
Als Ausgleich für die weggefallenen Fernzüge nach Deutschland wird seit dem Fahrplanwechsel 2014 die von der CFL betriebene Regional-Express-Linie RE 11 (Luxemburg – Sandweiler/Contern – Munsbach – Wecker – Wasserbillig – Trier – Wittlich – Bullay – Cochem – Treis-Karden – Koblenz) angeboten.
Seit 20. Dezember 2017 gibt es ab Luxemburg wieder täglich eine durchgehende Verbindung nach Bonn, Köln und Düsseldorf. Der Zug verkehrt von Luxemburg bis Koblenz Hauptbahnhof als RE11. Bis Düsseldorf Hauptbahnhof handelt es sich tariflich um einen Intercity (IC 5107). Er verlässt Luxemburg am frühen Morgen, kommt nach etwa vier Stunden in der NRW-Landeshauptstadt an, verlässt Düsseldorf als IC 5106 wieder am frühen Nachmittag und erreicht, erneut mit Wechsel der Zuggattung in Koblenz, nach dreidreiviertel Stunden Reisezeit Luxemburg am Spätnachmittag. Eingesetzt werden doppelstöckige Wagen der CFL vom Fahrzeugtyp Stadler KISS.
„Luxemburg-Central“ ist der Name für ein Großprojekt der CFL, das vorsieht, die Gleise am Bahnhof zu überdachen, den Bahnhofsvorplatz neu zu gestalten und die an die Gleisanlagen angrenzenden Flächen mit Wohnungen, Büros, einem Kino und anderem zu bebauen, und das sich derzeit gerade in Umsetzung befindet.
Mehrmals täglich gibt es eine von der CFL betriebene Direktbus-Verbindung zum Hauptbahnhof der Saarländischen Hauptstadt Saarbrücken. Mit dieser ist man einer Stunde und 15 Minuten in jede Richtung unterwegs. Dieser Bus darf jedoch nur mit einem speziellen Ticket benutzt werden, welches man sich Online oder im Barverkauf beim Fahrer des Busses kaufen kann.

## Geschichte

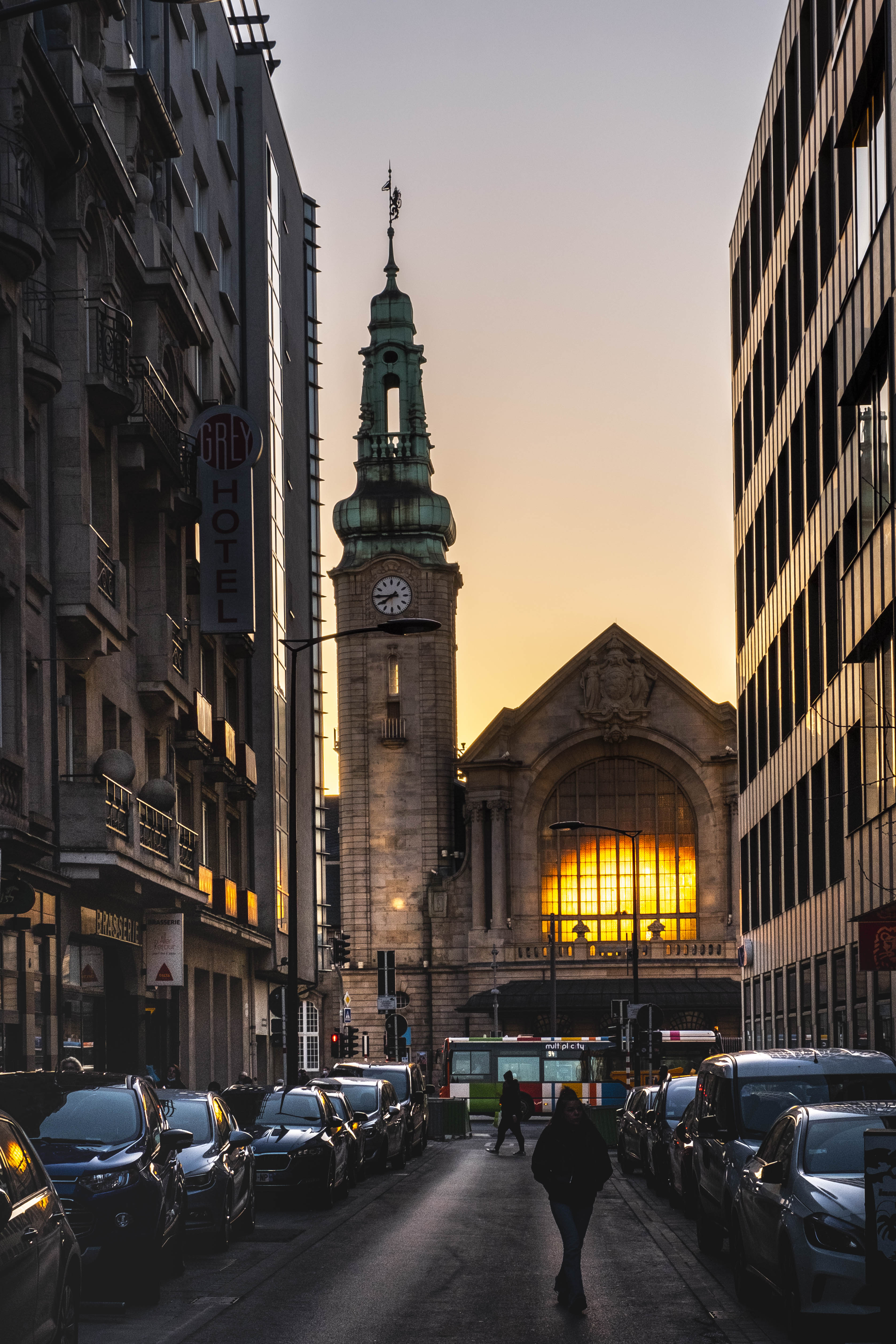
Blick aus der Rue Joseph Junck auf den Eingangsbereich des Bahnhofsgebäudes

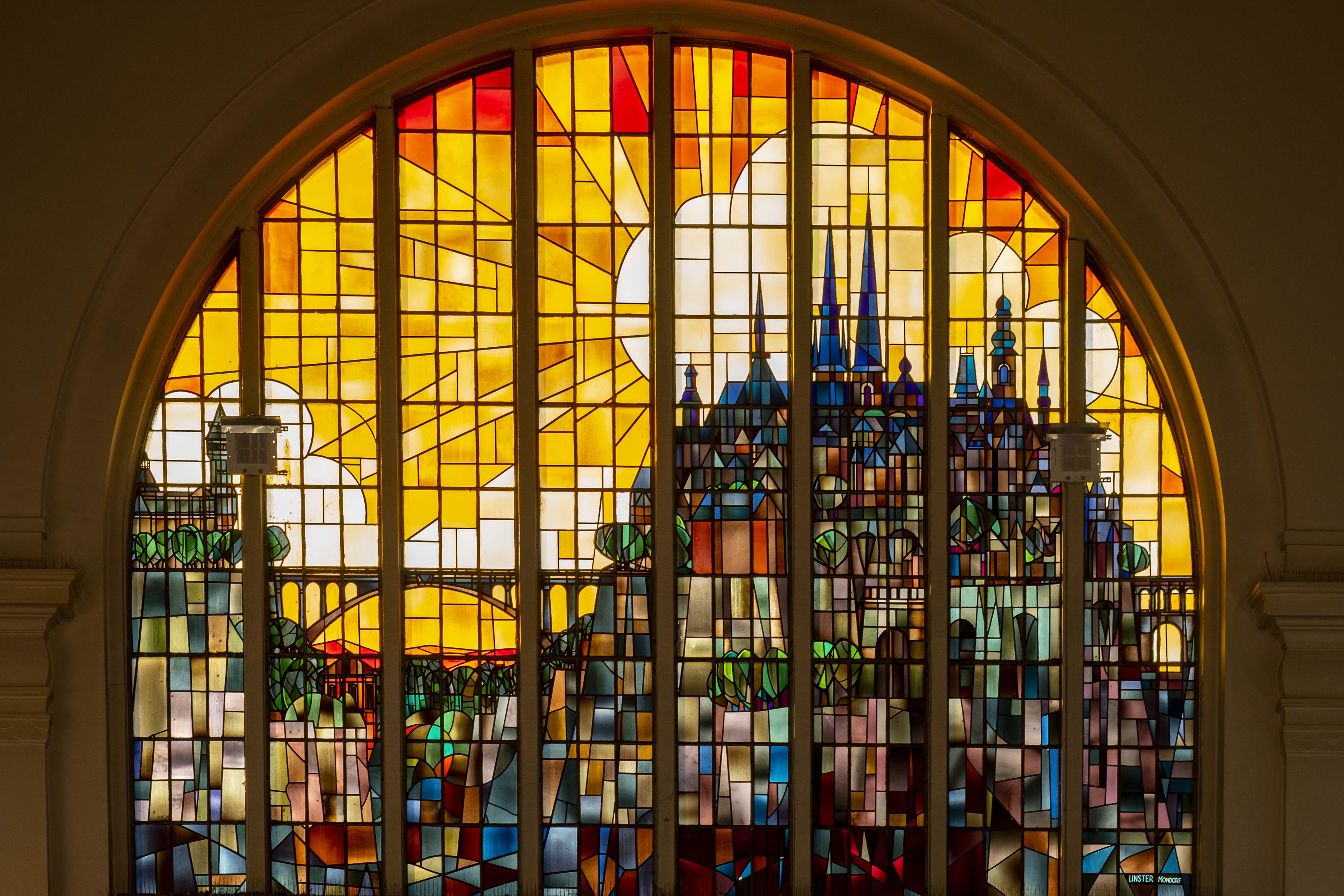
Fenster der Bahnhofshalle

Der Bahnhof wurde 1859 eröffnet. Das heutige Empfangsgebäude wurde in den Jahren 1907 bis 1913 von den deutschen Architekten Alexander Rüdell, Karl Jüsgen und Scheuffel in neobarockem Stil gebaut. Wahrzeichen ist der imposante Uhrturm.
Am 9. Mai 1944 forderte ein alliierter Fliegerangriff auf die Stadt Luxemburg 59 Menschenleben und 160 Verletzte, wobei auch der Bahnhof getroffen wurde. Dabei wurden aus sogenannten Fliegenden Festungen insgesamt 132,5 Tonnen Bomben über dem Stadtgebiet abgeworfen.
Von 2006 bis 2012 wurde der Bahnhof innen und außen in großem Umfang umgebaut und saniert und mit einer zusätzlichen, sehr modern gehaltenen Vorhalle ausgestattet.
Mitte Oktober 2010 wurde am Bahnhof ein in Fertigbauweise errichtetes Parkhaus mit 620 Parkplätzen und Lademöglichkeiten für Elektro-PKW eröffnet, das seine Funktion erfüllen soll, bis eine neue Tiefgarage im Bereich der Rocade de Bonnevoie fertiggestellt ist.

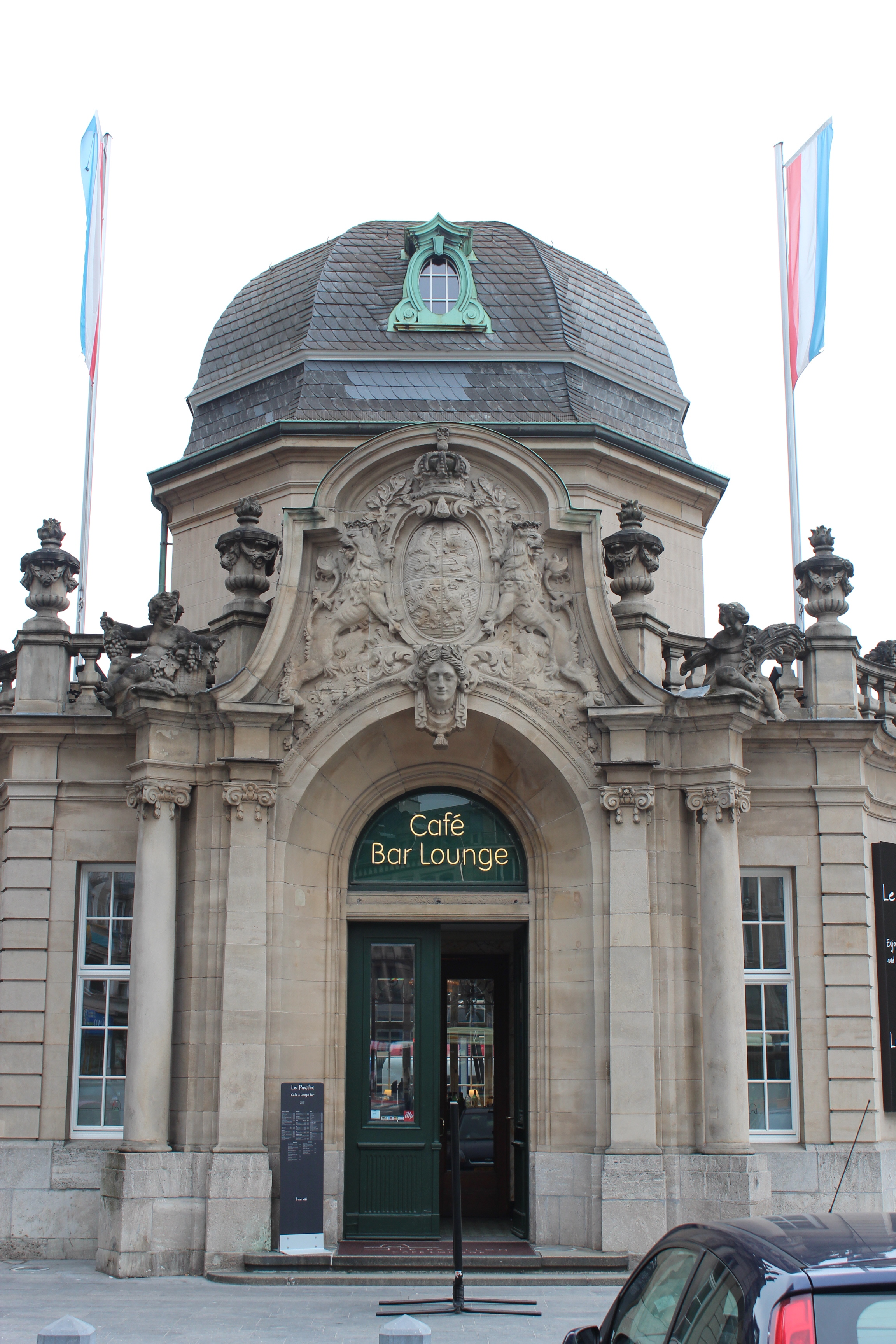
Pavillon Grand-ducal

Seitlich angebaut befand sich in einem Pavillon, der mit dem Hauptgebäude durch eine Arkade verbunden ist, der Fürstenbahnhof des Großherzogs (Pavillon Grand-ducal), der nach verschiedenen Umnutzungen sozialer und kultureller Art neuerdings ein Bistro beherbergt.
Ein Denkmal zur Erinnerung an die Opfer der Schoah wurde am 17. Juni 2018 in der Stadt Luxemburg eingeweiht, auf den Tag genau 75 Jahre, nachdem am 17. Juni 1943 die letzten Juden von den Nazis vom Bahnhof Luxemburg aus in die Vernichtungslager im Osten verschickt wurden.

## Strecken

### Nationale Verbindungen
| Regionalzug   | Nächster Halt         | in Richtung                 |
| ------------- | --------------------- | --------------------------- |
| CFL-Linie 10  | Pfaffenthal-Kirchberg | Diekirch                    |
| CFL-Linie 10  | Pfaffenthal-Kirchberg | Troisvierges oder Gouvy (B) |
| CFL-Linie 30  | Cents-Hamm            | Waasserbëlleg               |
| CFL-Linie 30  | Sandweiler-Contern    | Wittlich (D)                |
| CFL-Linie 50  | Bertrange-Stassen     | Kleinbettingen o. Arlon (B) |
| CFL-Linie 60  | Howald                | Petange                     |
| CFL-Linie 60  | Howald                | Rodange                     |
|               | Berchem               | Bettemburg                  |
| CFL-Linie 60a | Berchem               | Volmerange (F)              |
| CFL-Linie 60b | Bettembourg           | Rumelange                   |
| CFL-Linie 60c | Howald                | Esch/Alzette                |
| CFL-Linie 60c | Howald                | Esch/Alzette                |
| CFL-Linie 70a |                       | Athus (F)                   |
| CFL-Linie 70  | Hollerich             | Athus oder Longwy (F)       |

### Internationale Verbindungen
Die Verbindungen starten bzw. enden am Bahnhof Luxemburg.
| Zugtyp | Name | Nächster Halt         | Zielort(e)                                                     |
| ------ | ---- | --------------------- | -------------------------------------------------------------- |
|        | IC J | Arlon                 | Brüssel-Midi (B)                                               |
|        | IC   | Pfaffenthal-Kirchberg | Lüttich (B)                                                    |
|        |      | Bettemburg            | Metz, Nancy (F)                                                |
| RE 11  |      | Sandweiler-Contern    | Koblenz (D) (Vereinzelt weiter als IC-Linie 37 bis Düsseldorf) |
|        |      | Thionville            | Paris Gare de L’Est (F)                                        |
|        |      | Thionville            | Lyon, Avignon, Montpellier (F)                                 |
|        |      | Thionville            | Lyon, Avignon, Marseille, Nizza (F)                            |

## Gleisanlagen
Aufgrund der internationalen Anbindung war der Bahnhof wie ein Grenzbahnhof mit unterschiedlichen Fahrdrahtspannungen ausgestattet. Die Gleise 1 und 2 für die Verbindung Richtung Arlon (Belgien) waren bis August 2018 wie in Belgien mit 3 Kilovolt Gleichspannung elektrifiziert, die Gleise 5 bis 10 mit dem in Luxemburg und Nordfrankreich üblichen System mit 25 Kilovolt 50 Hertz Wechselstrom. Die Fahrleitungen der Gleise 3 und 4 waren umschaltbar.
| Quai | Gleis | frühere Fahrdrahtspannung bis zur Umstellung | Linie / Strecke Richtung Süden (Gleisnummer + AB)                                               | Gleis                                                                                           | Linie / Strecke Richtung Norden (Gleisnummer + CD)                                              |
| ---- | ----- | -------------------------------------------- | ----------------------------------------------------------------------------------------------- | ----------------------------------------------------------------------------------------------- | ----------------------------------------------------------------------------------------------- |
| 1    | 1     | 3 kV =                                       | Linie 5 Kleinbettingen und internationaler Verkehr in Richtung Belgien (Arlon / Brüssel)        |                                                                                                 | -                                                                                               |
| 1    | 2     | 3 kV =                                       | Linie 5 Kleinbettingen und internationaler Verkehr in Richtung Belgien (Arlon / Brüssel)        |                                                                                                 | -                                                                                               |
| 1    | 3     | 3 kV = und 25 kV, 50 Hz ~ (umschaltbar)      | Linn 7 Petange                                                                                  | 3                                                                                               | Linie 1 Troisvierges und internationaler Verkehr in Richtung Belgien (Gouvy / Lüttich)          |
| 2    | 4     | 3 kV = und 25 kV, 50 Hz ~ (umschaltbar)      | Linn 7 Petange                                                                                  | 4                                                                                               | Linie 1 Troisvierges und internationaler Verkehr in Richtung Belgien (Gouvy / Lüttich)          |
| 2    | 5     | 25 kV, 50 Hz ~                               | Linn 9 Bettemburg sowie internationale Verkehr in Richtung Frankreich (Thionville, Metz, Paris) | Linn 9 Bettemburg sowie internationale Verkehr in Richtung Frankreich (Thionville, Metz, Paris) | Linn 9 Bettemburg sowie internationale Verkehr in Richtung Frankreich (Thionville, Metz, Paris) |
| 3    | 7     | 25 kV, 50 Hz ~                               | Linn 9 Bettemburg sowie internationale Verkehr in Richtung Frankreich (Thionville, Metz, Paris) | Linn 9 Bettemburg sowie internationale Verkehr in Richtung Frankreich (Thionville, Metz, Paris) | Linn 9 Bettemburg sowie internationale Verkehr in Richtung Frankreich (Thionville, Metz, Paris) |
| 3    | 8     | 25 kV, 50 Hz ~                               | Linn 9 Bettemburg sowie internationale Verkehr in Richtung Frankreich (Thionville, Metz, Paris) | Linn 9 Bettemburg sowie internationale Verkehr in Richtung Frankreich (Thionville, Metz, Paris) | Linn 9 Bettemburg sowie internationale Verkehr in Richtung Frankreich (Thionville, Metz, Paris) |
| 4    | 9     | 25 KV, 50 Hz ~                               | Durchgangsgleis 1 Troisvierges ↔ 6 Bettemburg – Esch/Alzette – Petange                          | Durchgangsgleis 1 Troisvierges ↔ 6 Bettemburg – Esch/Alzette – Petange                          | Durchgangsgleis 1 Troisvierges ↔ 6 Bettemburg – Esch/Alzette – Petange                          |
| 4    | 10    | 25 kV, 50 Hz ~                               | Durchgangsgleis 1 Troisvierges ↔ 6 Bettemburg – Esch/Alzette – Petange                          | Durchgangsgleis 1 Troisvierges ↔ 6 Bettemburg – Esch/Alzette – Petange                          | Durchgangsgleis 1 Troisvierges ↔ 6 Bettemburg – Esch/Alzette – Petange                          |
| 5    | 11    | 25 kV, 50 Hz ~                               | Linie 6 Bettemburg – Esch/Alzette – Petange                                                     | 11                                                                                              | Linie 3 Wasserbillig und internationaler Verkehr in Richtung Deutschland                        |
| 5    | 12    | 25 kV, 50 Hz ~                               | Linie 6 Bettemburg – Esch/Alzette – Petange                                                     | 12                                                                                              | Linie 3 Wasserbillig und internationaler Verkehr in Richtung Deutschland                        |
| 6    | 13    | 25 kV, 50 Hz ~                               | Linie 6 Bettemburg – Esch/Alzette – Petange                                                     |                                                                                                 |                                                                                                 |
| 6    | 14    | 25 kV, 50 Hz ~                               | Linie 6 Bettemburg – Esch/Alzette – Petange                                                     |                                                                                                 |                                                                                                 |

Heute ist der Bahnhof durchgängig mit 25 kV elektrifiziert und es werden Mehrsystemfahrzeuge eingesetzt.

### Galerie der Gleisanlagen

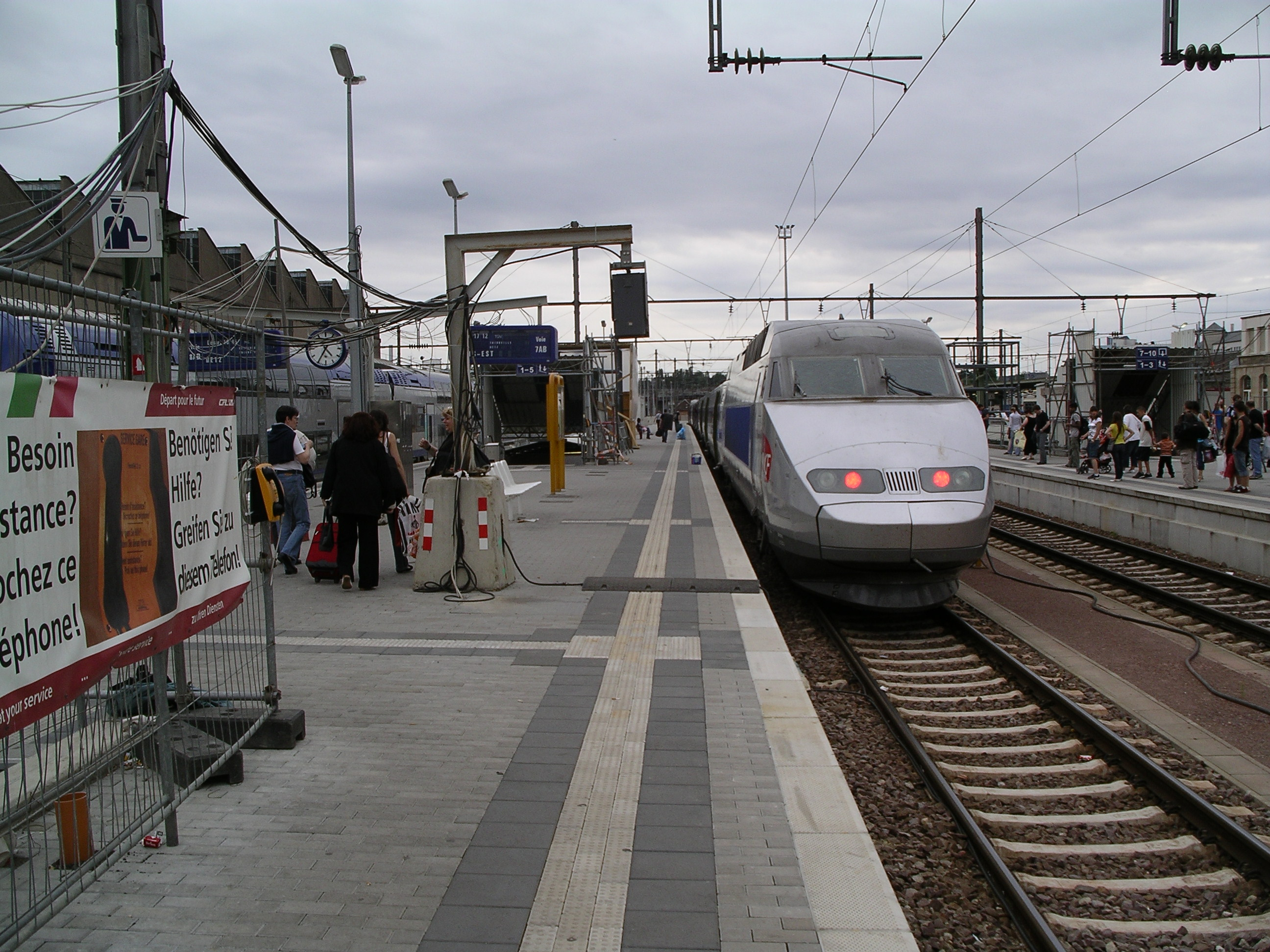
TGV der SNCF im Bahnhof (während der Umbauphase)
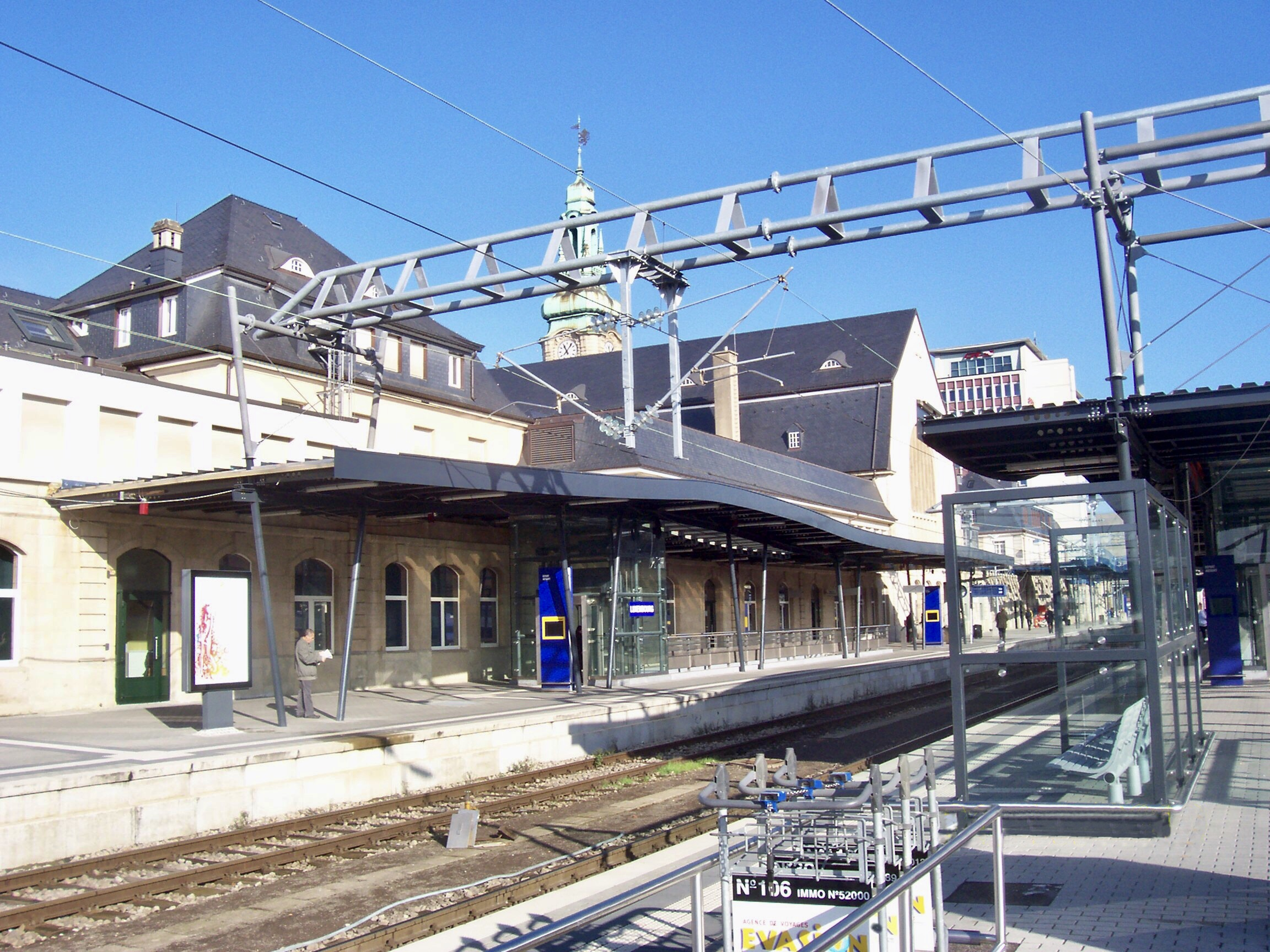
Der Bahnhof nach dem Umbau (Ende Oktober 2010)
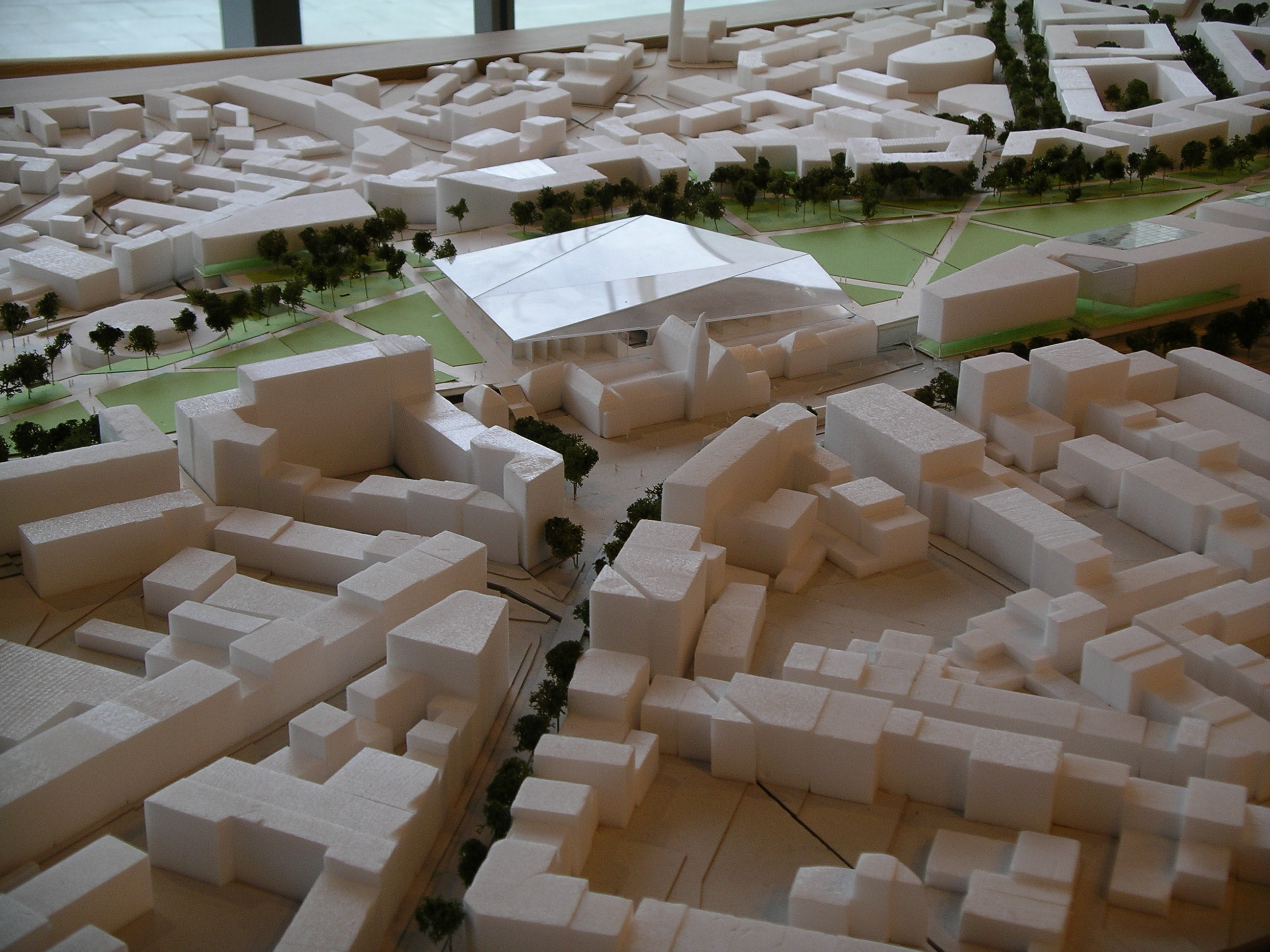
Modell, wie das Bahnhofsumfeld künftig aussehen könnte
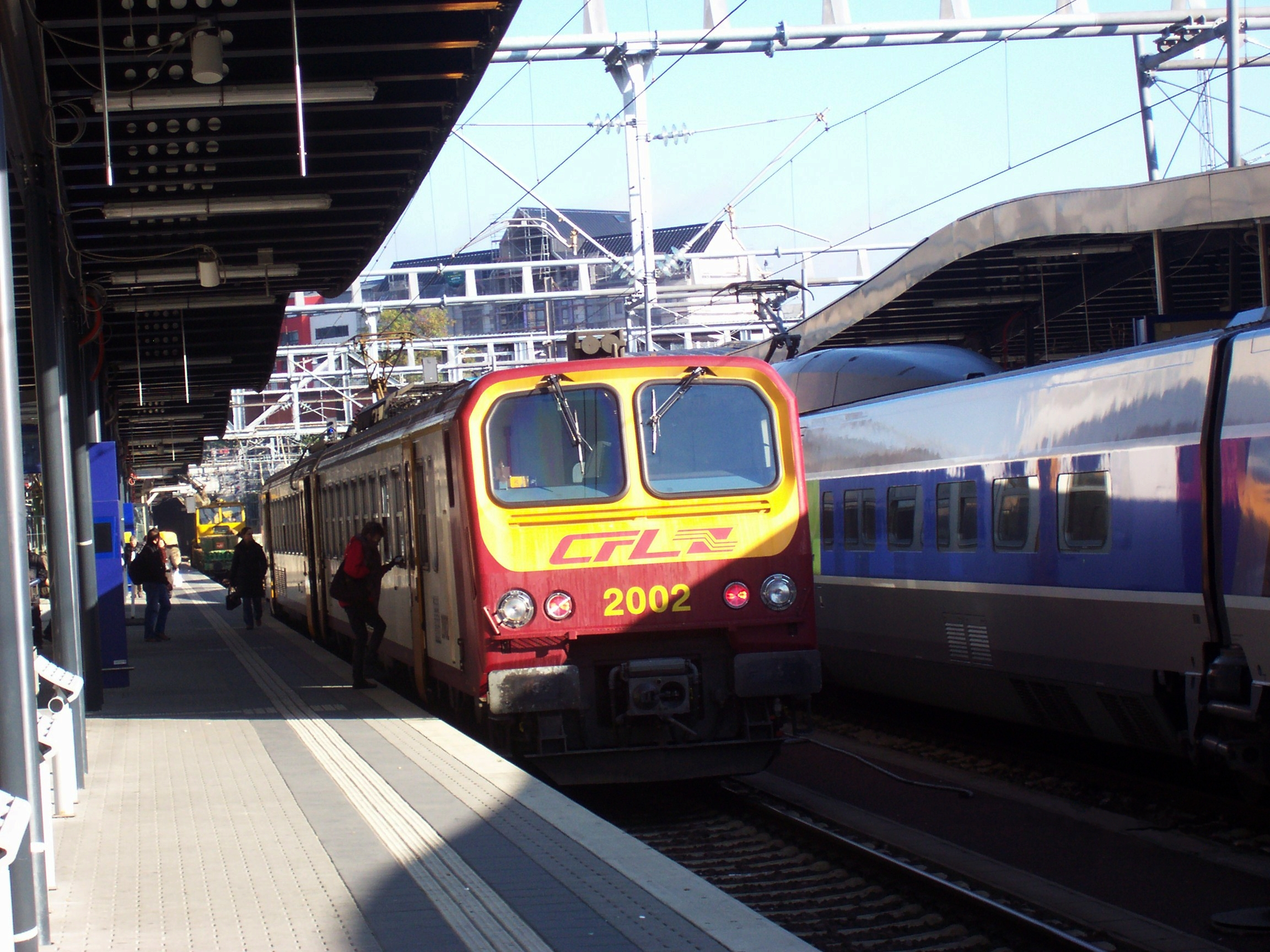
Z2 (elektrischer Triebwagen der Baureihe 2000)
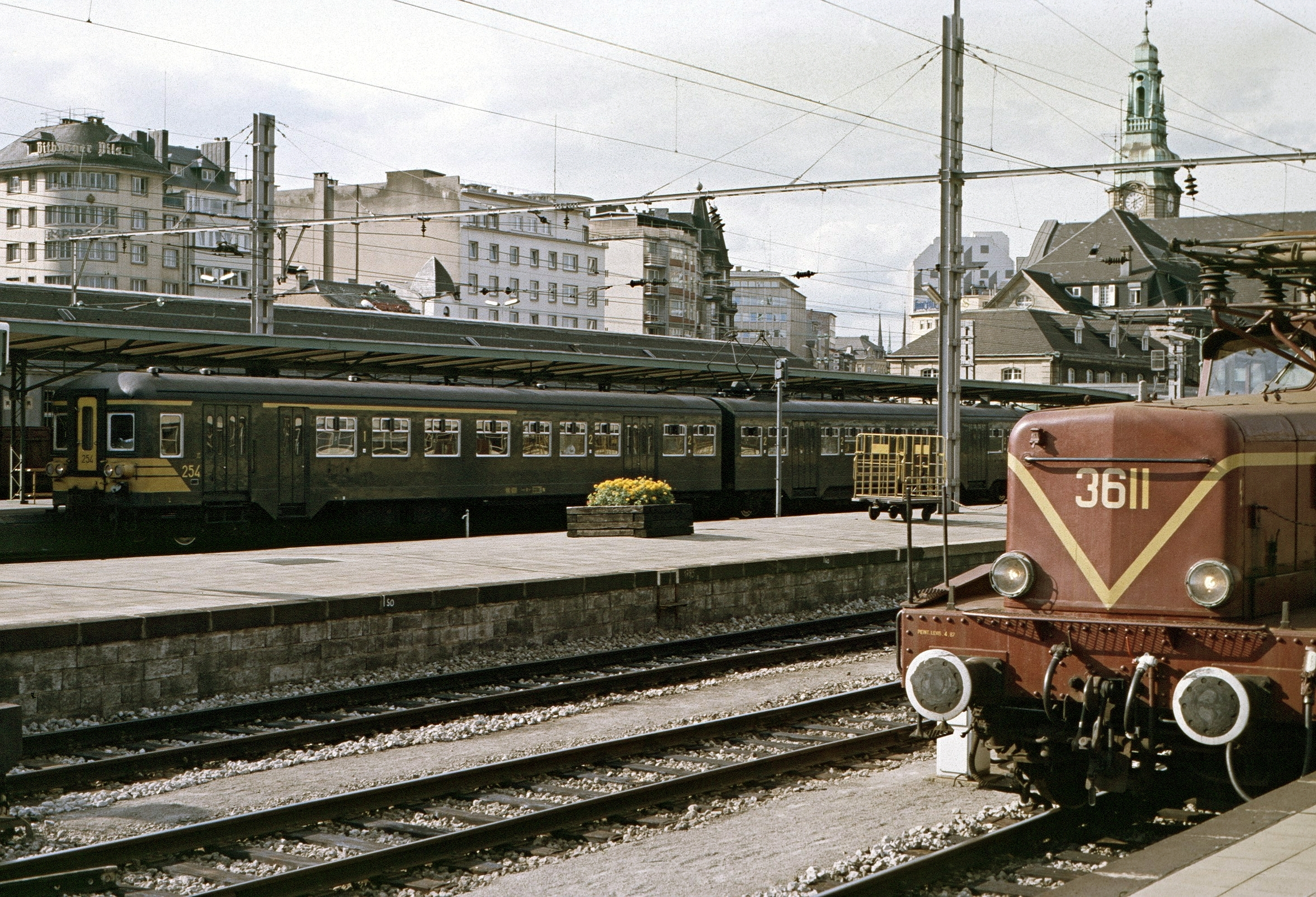
Elektrischer Triebwagen der SNCB im Bahnhof Luxemburg (1988)
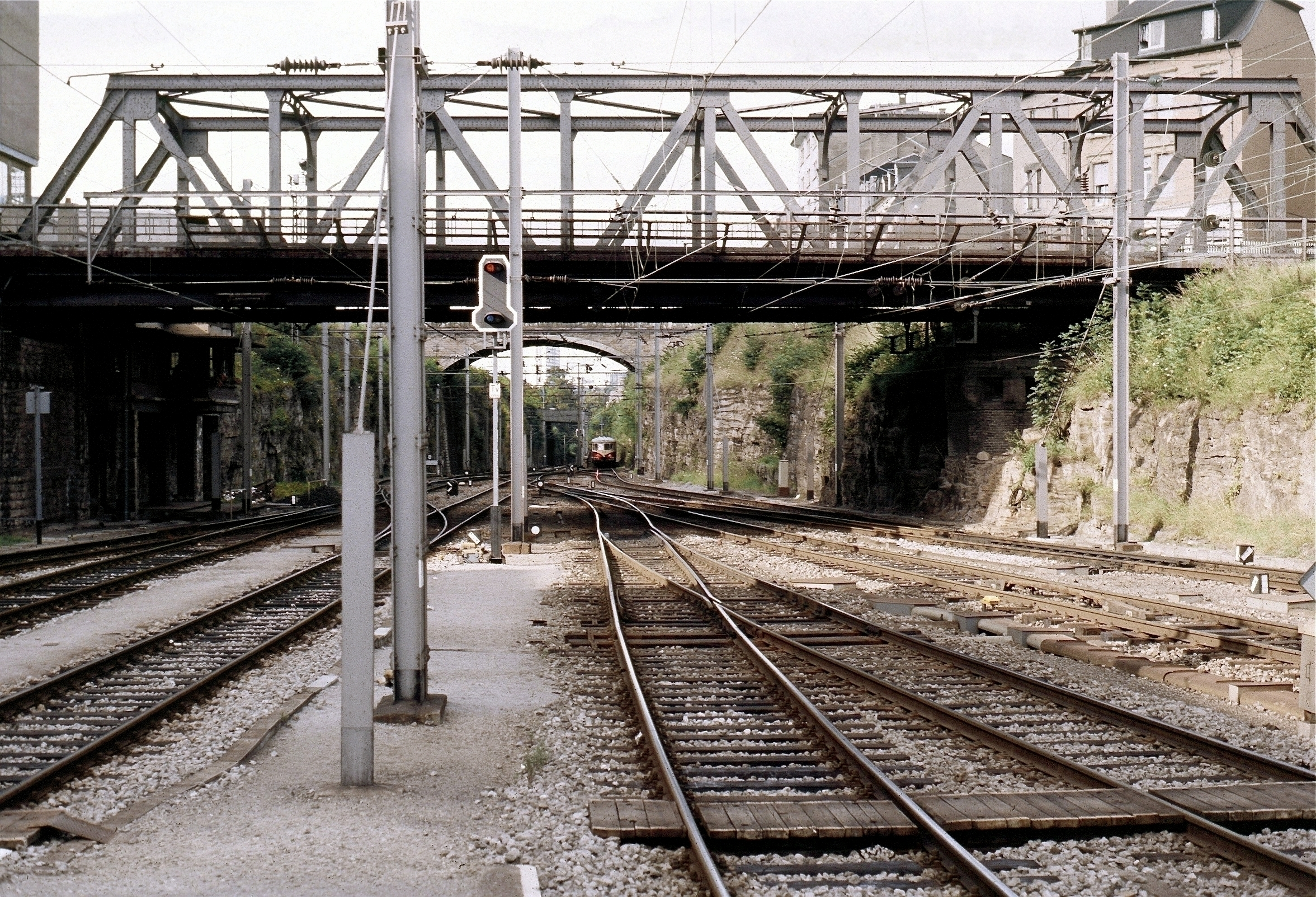
Nordausfahrt (1988)